# Intervenció psicològica en violència masclista
La Intervenció psicològica en violència masclista fa referència a la intervenció psicològica especialitzada en dones víctimes de violència masclista. La majoria d'autors consideren que l'atenció a la víctima de violència masclista, és un treball multidisciplinari, on s'ha de donar recursos a les víctimes a nivell legal, laboral i social.

## Avaluació psicològica amb la víctima
El primer pas de l'avaluació serà aconseguir el consentiment informat de la dona, explicant-li que, en funció de la legislació vigent, la informació que es recollirà podrà tenir tractament jurídic, ha de saber qui tindrà accés a aquestes dades i que probablement suposarà una reexperimentació de la por i del dolor emocional. Pel que fa a l'avaluació i planificació de la intervenció, un dels models adequats és el plantejat pel psicòleg canadenc Donald Dutton (1992) que planteja analitzar:
- Tipus i patró de violència, abús i control: és important conèixer la comprensió de l'experiència de la dona maltractada, ja que implica conèixer el sentit que per a ella té el context en què es dona la violència. Algunes conductes no violentes poden tenir les mateixes propietats que les violentes, en exercici del control que fa l'agressor, com per exemple, el to de veu, determinades mirades, la ingesta d'alcohol,etc.
- Efectes psicològics de l'abús i control: Cal analitzar els canvis cognitius dins els esquemes i atribucions de la persona, el malestar o la disfunció psicològica, els problemes de relació amb altres persones, com per exemple els problemes de confiança, por a la intimitat, etc.
- Estratègies per escapar, evitar o sobreviure a l'abus
- Factors que col·laboren al punt anterior: en aquest cas alitzarem la resposta institucional, les potencialitats i punts forts de la dona, els recursos materials i el suport social, els factors històrics, la presència d'estressors addicionals al maltractament, i els aspectes positiu que percep la dona de la seva relació de parella.

Les tècniques d'avaluació més usades són entrevistes (estructurades o no estructurades) i de qüestionaris recomanant-se una avaluació multi-mètode. Es recomana una escolta activa, empatia, sense judicis ni consells.

## Intervenció psicològica amb la víctima
Tot i que generalment hi ha un enfocament cognitivo-consuctual, la intervenció en víctimes de violència masclista es treballa des de la perspectiva socio-estructural. Inicialment, es fa una aproximació integral en la que es tinguin presents, a més del context social i cultural, els factors que intervenen en la resposta de la dona davant l'abús. Els objectius d'intervenció són els següents:
- Augmentar la seguretat de la dona maltractada.
- Reduir o eliminar símptomes.
- Augmentar l'autoestima i la seguretat en ella mateixa.
- Aprendre o millorar els estils d'afrontament, de solució de problemes i de presa de decisions.
- Modificar les creences tradicionals sobre els rols de gènere i les actituds sexistes.

Les tècniques que s'usen en la intervenció són les següents:
- Estratègies de reducció de l'ansietat (respiració, relaxació, etc.).
- Reestructuració cognitiva i parada de pensament (stop thinking).
- Entrenament en habilitats socials.
- Inoculació de l'estrés, especialment dirigit a l'estrès post-traumàtic.
- Entrenament en solució de problemes.
- Component educatiu contra les creences tradicionals de la cultura masclista.

## Intervenció psicològica amb l'agressor
La rehabilitació de l'agressor és necessària per acabar amb el cicle de violència. L'èxit terapèutic es basa en dos punts:
- Que el maltractador tingui consciència de ser-ho.
- Que tingui motivació de canvi.

Les teràpies aborden la superioritat masculina, els rols sexuals, el control dels impulsos, la gelosia, etc. El més difícil de controlar és el maltractament psicològic, que pot persistir, tot i haver cessat la violència física. El tractament, que sol ser d'orientació cognitivo-conductual, s'ajusta a les necessitats específiques de cada persona, intercalat amb sessions grupals amb altres homes maltractadors normalment dirigides per un terapeuta i un ex-maltractador i es poden combinar amb medicació psicofarmacològica de control de la conducta violenta. El programa es preveu de 4 mesos i de 2 anys de control i seguiment. Es tracta de generar consciència del problema i d'assumpció de responsabilitats així com de fer visible la possibilitat del canvi i de desenvolupar estratègies alternatives enfront dels problemes.
S'ha comprovat que la teràpia psicològica té més èxit que les mesures judicials, sempre que el maltractador mostra la voluntat de canvi de forma voluntària. Quan la teràpia és obligatòria via sentència judicial, sol ser menys efectiva per l'efecte de la negació.
Les intervencions solen ser enfocades a abordar el problema de la gelosia, controlar el consum d'alcohol, revaluar els biaixos negatius, dissenyar estratègies d'afrontament, entrenar en relaxació i habilitats de comunicació i ensenyar tècniques de control de la ira i dels impulsos, etc. La taxa d'abandoment ronda el 50% dins de les primeres sessions, però sol ser elevada, al voltant del 65%, durant els tres mesos següents.
En relació amb el tracte i concepte que el maltractador té la dona, hem de treballar una sèrie de variables alterades:
- Les relacions amb altres persones, que s'haurà d'entrenar de forma exhaustiva i perllongada en els temps via les habilitats socials.
- L'assumpció de la responsabilitat dels seus actes, que s'haurà de treballar via campanyes d'informació mostrant casos reals i conseqüències fatals provocades.
- Pobre control emocionals, es tracta d'eliminar l'execució de la conducta impulsiva mitjançant la tècnica de prevenció de resposta, que consisteix, grosso modo, a reduir l'ansietat i el malestar provocats per la ira mitjançant respostes incompatibles amb l'agressió.
- Baix nivell d'autoestima: Es tracta de fer una reestructuració cognitiva.